# حكايات جاتاكا

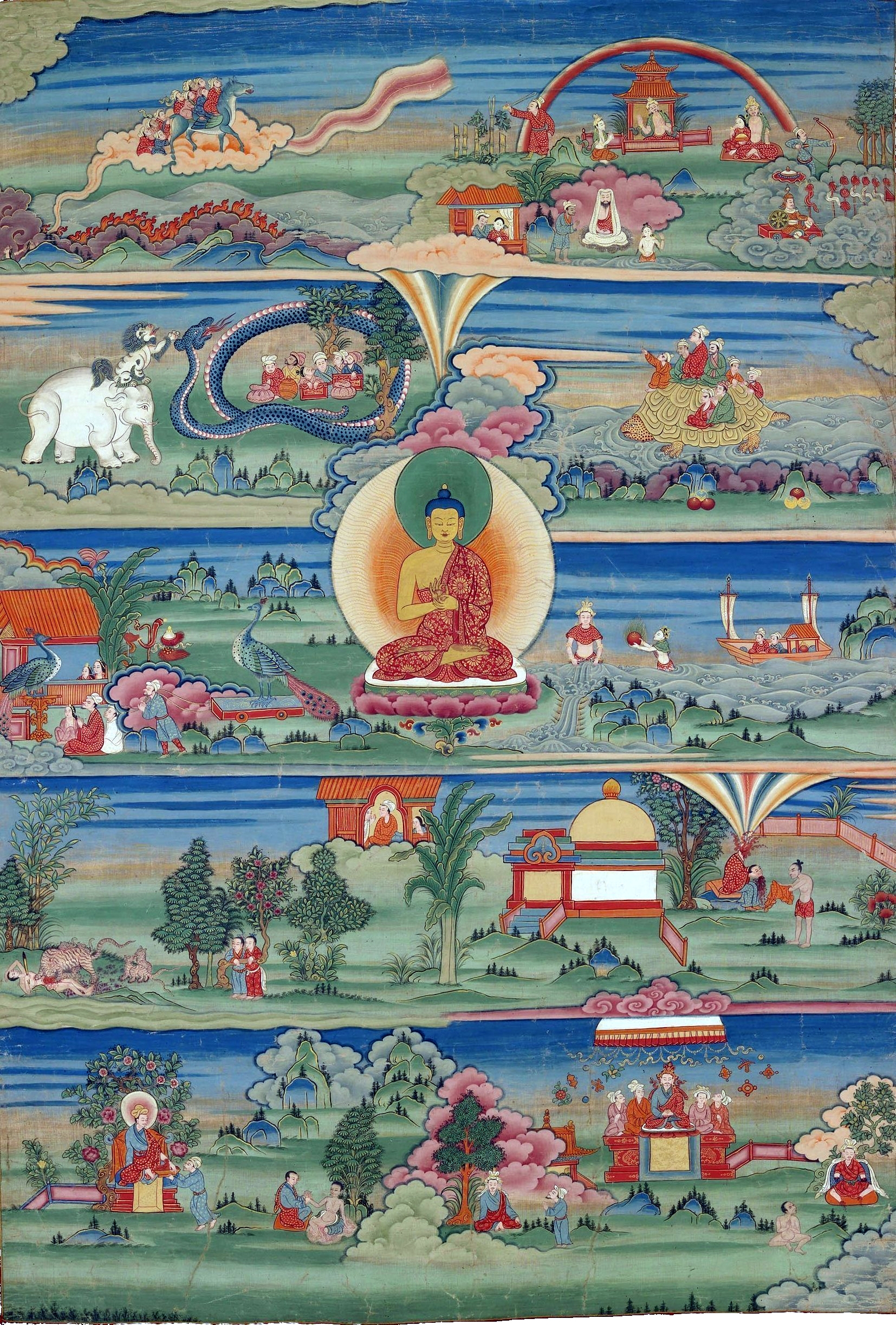
رسم بوتاني ثانوي من جاتاكا - القرنين الثامن عشر والتاسع عشر- فاجودينغ جونبا، ثيمفو، بوتان

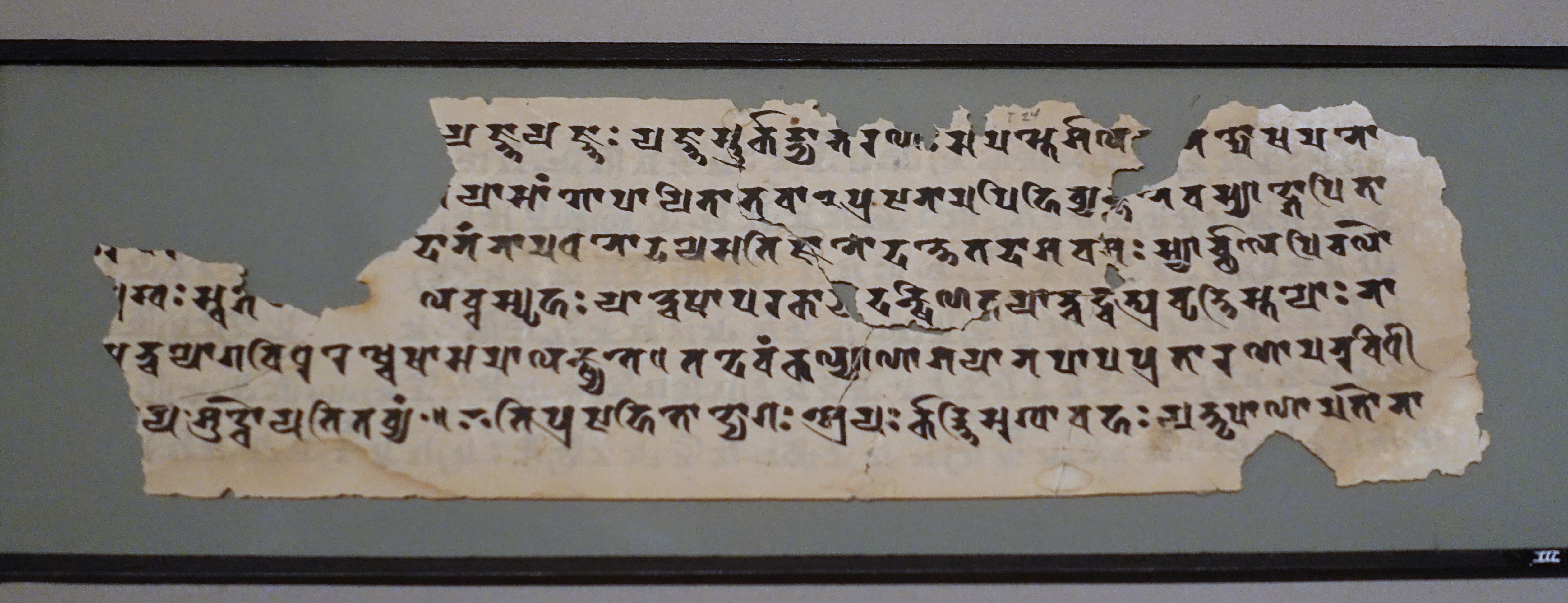
مخطوطة جاتاكامالا من القرن الثامن إلى التاسع

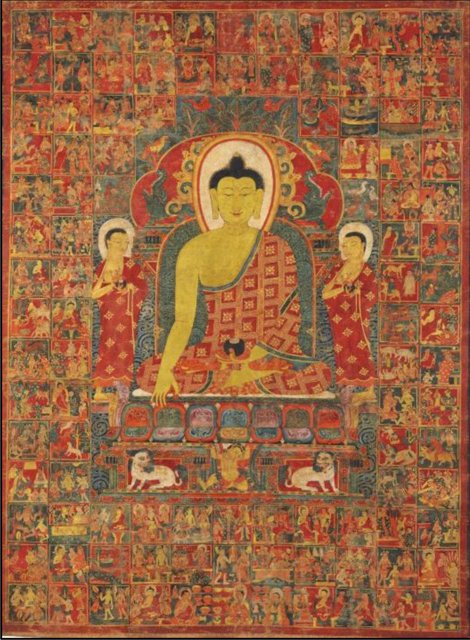
ثانجكا بوذا مع مئة حكاية جاتاكا في الخلفية - التبت - القرنين الثالث عشر والرابع عشر.

حكايات جاتاكا هي مجموعة ضخمة من الأدب الأصلي في الهند تتحدث عن الولادات السابقة لغوتاما بوذا في شكل بشري وحيواني.
يظهر بوذا المستقبلي كملك ومنبوذ وإله وفيل، لكنه في جميع أشكاله يُظهر بعض الفضيلة التي تغرسها الحكاية.
غالبًا ما تتضمن حكايات جاتاكا مجموعة كبيرة من الشخصيات التي تتفاعل وتتعرض لأنواع مختلفة من المشاكل، حيث تتدخل شخصية بوذا لحل جميع المشكلات وتحقيق نهاية سعيدة.
في بوذية ثيرافادا فإن الجاتاكا هي قسم نصي من شريعة بالي، مدرج في خوداكا نيكايا في سوتا بيتاكا.
قد يشير مصطلح جاتاكا أيضًا إلى شرح تقليدي لهذا الكتاب، تعود الحكايات إلى ما بين 300 قبل الميلاد و 400 ميلادي 
وفقًا لـ أ. ك. واردر فإن جاتاكا هي مقدمة للسير الأسطورية المختلفة لبوذا، والتي تم تأليفها في تواريخ لاحقة.
على الرغم من أن العديد من جاتاكا قد كُتبت في فترة مبكرة والتي تصف الحياة السابقة لبوذا، فقد تم تسجيل القليل جدًا من مواد السيرة الذاتية عن حياة غوتاما.
تقدم جاتاكا ماليه باللغة السنسكريتية 34 قصة جاتاكا ، وفي كهوف أجانتانُقشت مشاهد جاتاكا مع اقتباسات من آريا شورا  مع نص مؤرخ إلى القرن السادس، وتُرجمت إلى اللغة الصينية في عام 434 م، يحتوي بوروبودور على صور لجميع الجاتاكا البالغ عددها 34 من جاتاكا مالا.

## محتويات
تتكون الثرافدا جاتكاس (Theravāda Jātaka) من 547 قصيدة مرتبة بعدد متزايد من الأبيات، وفقًا للبروفيسور فون هينوبير  الخمسين الأخيرة فقط مفهومة من تلقاء نفسها دون تعليق.
يقدم التعليق قصصًا نثرية تدعي أنها توفر سياق الأبيات، وهذه القصص هي التي تهم الفلكلوريين.
تميل القصص السنسكريتية (جاتاكامالا على سبيل المثال) وقصص جاتاكا التبتية إلى الحفاظ على الأخلاق البوذية كحال مثيلاتها في لُغة الفالي، لكن إعادة سرد القصص باللغة الفارسية واللغات الأخرى تحتوي أحيانًا على تعديلات مهمة لتناسب ثقافاتهم الخاصة. 
في مهاتوبا في سريلانكا تم تمثيل جميع حكايات جاتاكا والبالغ عددها 550 داخل غرفة الذخائر المُقَدَّسة.

## أبراج جاتاكا ستوبا
يقال إن العديد من أبراج الستوبا في شمال الهند تحدد مواقع من حكايات جاتاكا، وذكر الحاج الصيني شوانزانغ العديد من هذه القصص.
يصف فاكسيان الأبراج الأربعة الكبرى بأنها مزينة بمواد ثمينة. في أحد المواقع يضحي الملك سيبي بلحمه ليفدي حمامة من صقر، وفي تجسد آخر تخلى عن عينيه عندما سُئل، وفي تجسد ثالث ضحى بجسده لإطعام نمرة جائعة.
وقطع الملك كاندرابها رأسه كهدية لبراهمين. وكان البعض يقطعون أجزاءً من أجسادهم أمام الأبراج التي تحتوي على رفات أو يقدمون على إنهاء حياتهم.

## الاحتفالات
في بلاد ثيرافادا لا تزال هناك العديد من الحكايات الطويلة مثل «الأخوات الاثنا عشر»  وفيسانتارا جاتاكا  التي يتم التعبير عنها بالرقص والمسرح والتلاوة الرسمية (شبه الطقسية). ترتبط مثل هذه الاحتفالات بعطلات معينة في التقويم القمري المستخدم في تايلاند وميانمار وسريلانكا ولاوس.

## الترجمات
تمت ترجمة مجموعة بالي القياسية من الجاتاكات مع النص المتعارف عليه بواسطة إي بي كويل وآخرون، وقد نُشر في الأصل في ستة مجلدات بواسطة مطبعة جامعة كامبريدج خلال الفترة بين عامي 1895-1907، وأعيد طباعته في ثلاثة مجلدات (جمعية نصوص بالي).
هناك أيضًا ترجمات عديدة لمختارات وقصص فردية من لغات مختلفة.
قام هندريك كيرن من جامعة ليدن بهولندا بتحرير «جاتاكا مالا» لأريا حورا بشكل نقدي في اللغة السنسكريتية الأصلية [رسائل نيجاري]، والتي نُشرت كمجلد واحد من سلسلة هارفارد الشرقية في عام 1891، وصدر العدد الثاني في عام 1914.

## قائمة جاتاكاس
تتضمن هذه القائمة قصصًا تستند إلى أو ترتبط بـ الجاتاكا:
- حمار في جلد أسد (Sīhacamma Jātaka)
- The Banyan Deer
- The Cock and the Cat  [لغات أخرى]‏ (Kukkuṭa Jātaka)
- The Crab and the Crane
- The Elephant Girly-Face
- The Monkey King  [لغات أخرى]‏ (Mahakapi Jataka)
- The Foolish, Timid Rabbit  [لغات أخرى]‏ (Daddabha Jātaka)
- Four harmonious animals
- The Great Ape
- How the Turtle Saved His Own Life
- The Jackal the Crow (Jambu-Khādaka Jātaka)
- The Jackal and the Otters  [لغات أخرى]‏ (Dabbhapuppha Jātaka)
- The King's White Elephant
- The Lion and the Woodpecker  [لغات أخرى]‏ (Javasakuṇa Jātaka)
- The Measure of Rice
- The Merchant of Seri
- The Monkey and the Crocodile
- The Ox Who Envied the Pig  [لغات أخرى]‏ (Muṇika-Jātaka)
- The Ox Who Won the Forfeit
- The story of Romaka pigeon (Romaka Jātaka, previous life of the Buddha as a pigeon).[16]
- Prince Sattva
- The Princes and the Water-Sprite
- The Quarrel of the Quails
- الأوزة التي تبيض الذهب (Suvaṇṇahaṃsa Jātaka)
- King Sibi  [لغات أخرى]‏
- King Dasharatha  [لغات أخرى]‏
- The Tiger, the Brahmin and the Jackal
- The Turtle Who Couldn't Stop Talking  [لغات أخرى]‏ (Kacchapa Jātaka)
- The Twelve Sisters
- The Wise and the Foolish Merchant
- Vessantara Jataka
- Why the Owl Is Not King of the Birds